# Comuna Lisa, Brașov
Lisa este o comună în județul Brașov, Transilvania, România, formată din satele Breaza, Lisa (reședința) și Pojorta.
În comuna Lisa există un obiectiv turistic deosebit: muzeul La Vâltori, unde turiștii pot vedea o instalație hidraulică de prelucrare a lânii, instalație care datează din anii 1850. În aceeași locație există și o expoziție cu vânzare de produse fabricate din lână (straie, traiste, ciorapi din lână etc).
În anii 1950, satul a fost puternic asuprit de regimul comunist, deoarece un grup de luptători împotriva comunismului era activ în regiune. Mulți și-au pierdut viața sau au fost închiși de autoritățile comuniste.

## Demografie
Componența etnică a comunei Lisa
     Români (91,5%)
     Romi (3,5%)
     Alte etnii (0,17%)
     Necunoscută (4,83%)
Componența confesională a comunei Lisa
     Ortodocși (89,5%)
     Penticostali (3%)
     Adventiști (1,78%)
     Alte religii (0,5%)
     Necunoscută (5,22%)
Conform recensământului efectuat în 2021, populația comunei Lisa se ridică la 1.800 de locuitori, în creștere față de recensământul anterior din 2011, când fuseseră înregistrați 1.744 de locuitori. Majoritatea locuitorilor sunt români (91,5%), cu o minoritate de romi (3,5%), iar pentru 4,83% nu se cunoaște apartenența etnică. Din punct de vedere confesional, majoritatea locuitorilor sunt ortodocși (89,5%), cu minorități de penticostali (3%) și adventiști (1,78%), iar pentru 5,22% nu se cunoaște apartenența confesională.

## Politică și administrație
Comuna Lisa este administrată de un primar și un consiliu local compus din 11 consilieri. Primarul, Gheorghe Moga[*], de la Partidul Social Democrat, este în funcție din 2016. Începând cu alegerile locale din 2024, consiliul local are următoarea componență pe partide politice:
|  | Partid                          | Consilieri | Componența Consiliului | Componența Consiliului | Componența Consiliului | Componența Consiliului |
|  | ------------------------------- | ---------- | ---------------------- | ---------------------- | ---------------------- | ---------------------- |
|  | Partidul Social Democrat        | 4          |                        |                        |                        |                        |
|  | Alianța pentru Unirea Românilor | 2          |                        |                        |                        |                        |
|  | Partida Romilor „Pro Europa”    | 2          |                        |                        |                        |                        |
|  | Partidul Național Liberal       | 1          |                        |                        |                        |                        |
|  | Partidul Verde                  | 1          |                        |                        |                        |                        |
|  | Partidul Mișcarea Populară      | 1          |                        |                        |                        |                        |

## Primarii comunei
- 1996[8] - 2000 - Gavrilă Gheorghe, de la CDR
- 2000[9] - 2004 - Gavrilă Gheorghe, de la Partidul Popular din România
- 2004[10] - 2008 - Gavrilă Gheorghe, de la PSD
- 2008[11] - 2012 - Greavu Sorin Niculae, de la PNL
- 2012[12] - 2016 - Greavu Sorin Niculae, de la PNL
- 2016[13] - 2020 - Moga Gheorghe, de la PSD
- 2020[14] - 2024 - Moga Gheorghe, de la PSD